# NGC 5189
NGC 5189 = IC 4274 ist ein planetarischer Nebel im Sternbild Fliege am Südsternhimmel und hat eine Winkelausdehnung von 2,33' und eine scheinbare Helligkeit von 10,3 mag. 
Das Objekt wurde am 1. Juli 1826 von James Dunlop entdeckt.